# Shutlanger
Shutlanger es un pueblo y una parroquia civil del distrito de Daventry, en el condado de Northamptonshire (Inglaterra).

## Demografía
Según el censo de 2001, Shutlanger tenía 270 habitantes (147 varones y 123 mujeres). 46 (17,04%) de ellos eran menores de 16 años, 193 (71,48%) tenían entre 16 y 74, y 31 (11,48%) eran mayores de 74. La media de edad era de 45,18 años. De los 224 habitantes de 16 o más años, 46 (20,54%) estaban solteros, 139 (62,05%) casados, y 39 (17,41%) divorciados o viudos. 142 habitantes eran económicamente activos, todos ellos empleados. Había 113 con hogares con residentes y ninguno sin ocupar.
| 403                         | 360 | 339 | 323 | 293 | 305 | - | 273 | 215 |
| (Fuente: Vision of Britain) |     |     |     |     |     |   |     |     |